# Ultratip 100
De Ultratip 100 (voorheen Ultratip 20, Ultratip 30, Ultratip 50) was tot en met mei 2021 een van de 10 lijsten die deel uitmaken van de Vlaamse Ultratop. Hij bevatte de 100 singles die in verhouding van verkoop en airplay in Vlaanderen het best scoren. Er was één voorwaarde vooraleer een single in de Ultratip kan komen: de single moest als hitsingle gerealiseerd zijn en dus commercieel beschikbaar zijn. De lijst werd samengesteld door een onderzoeksfirma. Op 3 juli 2010 werd de lijst vergroot van 30 naar 50 singles en vanaf 12 november 2011 bestond de lijst uit 100 singles. Op televisie zond TMF de Ultratip uit, elke woensdagavond en zaterdagmiddag. Dit is sinds 2011 echter niet meer het geval. Aan het begin van MNM zond de radiozender de lijst zondagmiddag uit, maar dat is al een tijd niet meer het geval.

## Enkele cijfers

### Cijfers
Een overzicht van singles die meteen op nummer 1 binnenkwamen in de Ultratip:

### 2012
| Single                            | Artiest                                             | Datum van binnenkomst | Opmerking |
| --------------------------------- | --------------------------------------------------- | --------------------- | --------- |
| Rock The Boat                     | Bob Sinclar feat. Pitbull, Dragonfly & Fatman Scoop | 28-01-2012            |           |
| Mirror                            | Lil Wayne feat. Bruno Mars                          | 11-02-2012            |           |
| Hot Right Now                     | DJ Fresh feat. Rita Ora                             | 18-02-2012            |           |
| Momentum                          | Dimitri Vegas, Like Mike & Regi                     | 25-02-2012            | België    |
| Greyhound                         | Swedish House Mafia                                 | 17-03-2012            |           |
| Boyfriend                         | Justin Bieber                                       | 31-03-2012            |           |
| Tacatà                            | Tacabro                                             | 18-05-2012            |           |
| Come Alive                        | Netsky                                              | 26-05-2012            | België    |
| Die In Your Arms                  | Justin Bieber                                       | 02-06-2012            |           |
| (Before) Summer's Gone            | 3M8S                                                | 07-07-2012            | België    |
| Impossible                        | Jessy feat. Ian Prada                               | 14-07-2012            | België    |
| Read All About It (Pt. III)       | Emeli Sandé                                         | 18-08-2012            |           |
| Back In September (Back To Skool) | 3M8S                                                | 01-09-2012            | België    |
| I Will Wait                       | Mumford & Sons                                      | 15-09-2012            |           |
| Fade Away                         | Selah Sue                                           | 29-09-2012            | België    |
| If I Needed You                   | The Broken Circle Breakdown Bluegrass Band          | 27-10-2012            | België    |
| We Can Only Live Today (Puppy)    | Netsky feat. Billie                                 | 03-11-2012            | België    |
| Let Her Go                        | Passenger                                           | 10-11-2012            |           |
| Our Love                          | Stereo Palma vs. Regi feat. Craig David             | 15-12-2012            | België    |

### 2011
| Single                                  | Artiest                                   | Datum van binnenkomst | Opmerking |
| --------------------------------------- | ----------------------------------------- | --------------------- | --------- |
| Hold It Against Me                      | Britney Spears                            | 15-01-2011            |           |
| Night Air                               | Jamie Woon                                | 29-01-2011            |           |
| Fire                                    | Milk Inc.                                 | 05-02-2011            | België    |
| I Wrote The Book                        | Beth Ditto                                | 12-02-2011            |           |
| Alice In Wonderland                     | K3                                        | 19-02-2011            | België    |
| The Game                                | Das Pop                                   | 05-03-2011            | België    |
| Anger Never Dies                        | Hooverphonic                              | 19-03-2011            | België    |
| Melvin                                  | Arsenal                                   | 26-03-2011            | België    |
| Set Fire To The Rain                    | Adele                                     | 09-04-2011            |           |
| Where Them Girls At                     | David Guetta feat. Nicki Minaj & Flo Rida | 07-05-2011            |           |
| The Edge Of Glory                       | Lady Gaga                                 | 14-05-2011            |           |
| Hair                                    | Lady Gaga                                 | 21-05-2011            |           |
| Last Friday Night (T.G.I.F.)            | Katy Perry                                | 18-06-2011            |           |
| Little Bad Girl                         | David Guetta feat. Taio Cruz & Ludacris   | 02-07-2011            |           |
| Lippy Kids (Live At Rock Werchter 2011) | Elbow                                     | 16-07-2011            |           |
| Constant Now                            | dEUS                                      | 23-07-2011            | België    |
| Rain Over Me                            | Pitbull feat. Marc Anthony                | 30-07-2011            |           |
| Right Beside You                        | Jakwob feat. Smiler                       | 10-09-2011            |           |
| Paradise                                | Coldplay                                  | 17-09-2011            |           |
| Gabriel                                 | Joe Goddard feat. Valentina               | 01-10-2011            |           |
| Video Games                             | Lana Del Rey                              | 15-10-2011            |           |
| Mistletoe                               | Justin Bieber                             | 22-10-2011            |           |
| Levels                                  | Avicii                                    | 05-11-2011            |           |
| Zanna                                   | Selah Sue & Tom Barman vs. The Subs       | 03-12-2011            | België    |

### 2010
| Single                                             | Artiest                          | Datum van binnenkomst | Opmerking |
| -------------------------------------------------- | -------------------------------- | --------------------- | --------- |
| Horchata                                           | Vampire Weekend                  | 16-01-2010            |           |
| Always On The Run                                  | Admiral Freebee                  | 30-01-2010            | België    |
| Do I Know                                          | The Black Box Revelation         | 06-02-2010            | België    |
| Paradise Circus                                    | Massive Attack ft. Hope Sandoval | 13-02-2010            |           |
| Everybody Hurts                                    | Helping Haiti                    | 20-02-2010            |           |
| Opening Fire                                       | Mintzkov                         | 27-02-2010            | België    |
| Why Don't You                                      | Gramophonedzie                   | 06-03-2010            |           |
| Licht Uit                                          | The Opposites                    | 13-03-2010            |           |
| Not Myself Tonight                                 | Christina Aguilera               | 17-04-2010            |           |
| Kick Ass                                           | Mika vs. Red One                 | 08-05-2010            |           |
| Waka Waka (This Time For Africa)                   | Shakira feat. Freshlyground      | 15-05-2010            |           |
| She Said                                           | Plan B                           | 22-05-2010            |           |
| Dancing on My Own                                  | Robyn                            | 19-06-2010            |           |
| Tonight                                            | Lasgo                            | 26-06-2010            | België    |
| Chasing The Wind                                   | Milk Inc.                        | 10-07-2010            | België    |
| No Sound But The Wind (Live At Rock Werchter 2010) | Editors                          | 17-07-2010            |           |
| Take It Off                                        | Regi & Kaya Jones                | 11-09-2010            | België    |
| Radioactive                                        | Kings Of Leon                    | 18-09-2010            |           |
| Speachless                                         | Pearl                            | 25-09-2010            | België    |
| Hands                                              | The Ting Tings                   | 16-10-2010            |           |
| Well Well Well                                     | Duffy                            | 23-10-2010            |           |
| The Night Before                                   | Hooverphonic                     | 06-11-2010            | België    |
| Hold My Hand                                       | Michael Jackson with Akon        | 20-11-2010            |           |
| Waar Is Da Feestje?                                | De Pitaboys                      | 04-12-2010            | België    |

### 2009
| Single                | Artiest                         | Datum van binnenkomst | Opmerking |
| --------------------- | ------------------------------- | --------------------- | --------- |
| Get On Your Boots     | U2                              | 31-01-2009            |           |
| Gone                  | Lasgo                           | 07-03-2009            | België    |
| Future Words          | The Hickey Underworld           | 21-03-2009            | België    |
| Exes                  | Daan                            | 18-04-2009            | België    |
| New Divide            | Linkin Park                     | 23-05-2009            |           |
| I Know You Want Me    | Pitbull                         | 30-05-2009            |           |
| Foreign Affair        | Sylver                          | 13-06-2009            | België    |
| Bulletproof           | La Roux                         | 04-07-2009            |           |
| I Gotta Feeling       | The Black Eyed Peas             | 11-07-2009            |           |
| Sexy Bitch            | David Guetta ft. Akon           | 01-08-2009            |           |
| Uprising              | Muse                            | 08-08-2009            |           |
| We Are Golden         | Mika                            | 22-08-2009            |           |
| Three Days In A Row   | Anouk                           | 05-09-2009            |           |
| Way Of Love           | Tocadisco ft. Vangosh           | 19-09-2009            |           |
| Papillon              | Editors                         | 03-10-2009            |           |
| 3                     | Britney Spears                  | 10-10-2009            |           |
| Bodies                | Robbie Williams                 | 17-10-2009            |           |
| Little Lion Man       | Mumford & Sons                  | 24-10-2009            |           |
| Utopia                | Within Temptation               | 31-10-2009            |           |
| Bad Romance           | Lady Gaga                       | 07-11-2009            |           |
| Empire State Of Mind  | Jay-Z ft. Alicia Keys           | 14-11-2009            |           |
| Chasing Pirates       | Norah Jones                     | 21-11-2009            |           |
| aNYway                | Armand Van Helden               | 05-12-2009            |           |
| When I Lay Beside You | K's Choice                      | 12-12-2009            | België    |
| Preacher              | Daniel Bovie & Roy Rox vs. Haze | 26-12-2009            | België    |

### 2008
| Single                    | Artiest                    | Datum van binnenkomst | Opmerking |
| ------------------------- | -------------------------- | --------------------- | --------- |
| Siren                     | Stan Van Samang            | 09-02-2008            | België    |
| Supernatural Superserious | R.E.M.                     | 23-02-2008            |           |
| The Architect             | dEUS                       | 15-03-2008            | België    |
| 4 Minutes                 | Madonna                    | 12-04-2008            |           |
| Love In This Club         | Usher                      | 26-04-2008            |           |
| Ella Elle L'a             | Kate Ryan                  | 17-05-2008            | België    |
| Show Me Love 2008         | Robin S.                   | 25-10-2008            |           |
| 4 Million Minutes         | Zornik                     | 15-11-2008            | België    |
| Home                      | Tom Helsen & Geike Arnaert | 13-12-2008            | België    |